# Кинг (телесериал)
«Кинг» (англ. King) — канадский телесериал в жанре полицейской драмы, премьерный показ первой серии которого состоялась на телеканале Showcase 17 апреля 2011 года. Сериал рассказывает о заслуженном полицейском детективе Джессике Кинг (Эми Прайс-Фрэнсис), которая возвращается из опалы и становится начальником подразделения по особо важными преступлениями полиции Торонто. Второй сезон начали снимать осенью 2011 года, а премьера состоялась 29 февраля 2012 года.
2 июня 2012 года стало известно, что сериал закрыт.
Русскую локализацию большинства серий сделала любительская студия Viruse.

## Актёрский состав
- Эми Прайс-Фрэнсис — детектив штаб-сержант Джессика Кинг, новая глава подразделения по особо важным преступлениям в полиции Торонто после восьми лет работ в отделе убийств, двух неудачных браков и желанием сохранить третий и наконец стать матерью. В пилотном эпизоде работает в отделе приёма жалоб от населения (16 месяцев)
- Габриэль Хоган[англ.] — Дэнни Слесс, офицер по борьбе с незаконным оборотом оружия, отдела по борьбе с бандами, патрульный во втором сезоне, нынешний муж Джессики
- Тони Нарди[англ.] — начальник полиции Питер Греси
- Сюзанна Кой — детектив Элени Демарис (1 сезон)
- Зои Дойл — детектив ЭмКей Гордон (1 сезон)
- Аарон Пул[англ.] — детектив Джейсон Коллиер (1 сезон)
- Алан Ван Спранг — детектив сержант Дерек Спирс, бывший начальник подразделения и партнер Джессики
- Россиф Сазерленд — детектив Пен Мартин (2 сезон)
- Карен Робинсон — детектив Ингрид Эванс (2 сезон)

## Создание сериала
Сериал «Детектив Кинг» был создан Бернардом Цукерманом и Грегом Споттисвудом, которые также стали исполнительными продюсерами, и снимался компанией Indian Grove Productions в сотрудничестве с Shaw Media. Сериал снимался в Торонто, при этом использовали как съёмки на местности, так и павильонах Dufferin Gate Productions. Съемки первого сезона началась в ноябре 2010 года и планировалось, что они завершатся в феврале 2011 года. Режиссёром первых двух эпизодов первого сезона был Кларк Джонсон. Говоря об отборе актёров, Джонсон сказал, что они просмотрели многих актрис перед прослушиванием Эми Прайс-Фрэнсис, и что до её прослушивания, он не был убежден, что она должна получить эту роль, но она «просто стала Кинг», и теперь «она полностью воплощает в себе этот характер», так же как это произошло с Майклом Чиклисом в сериале Щит, пилотный эпизод которого он также режиссировал. Первый сезон состоит из восьми эпизодов. Съемки второго сезона начались 29 сентября 2011 и закончились 30 марта 2012 года с завершением пост-продакшена 17 апреля 2012.

## Показ
Премьера сериала состоялась 17 апреля 2011 на канале Showcase в Канаде. 19 мая 2011 года было объявлено, что сериал будет показан на канале Séries+ для франкоговорящих канадцев. Shaw Media объявила о возобновлении показа 31 мая, запланировав премьеру второго сезона зимой на канале Showcase. Сериал был закуплен каналом М6 для трансляции во Франции. Премьера в Австралии на канале TV1 состоялась в январе 2012 года. Сериал был также закуплен Universal Channel для показа в Великобритании и премьера в этой стране состоялась 5 апреля 2012 года. Премьера в Нидерландах на канале NET 5 состоялась 4 марта 2012 года. В Польше премьера сериала состоялась 22 апреля 2012 года на канале Fox Life.

## Список эпизодов
| Сезон | Серии | Серии | Даты показа     | Даты показа     |
| Сезон | Серии | Серии | Первая серия    | Последняя серия |
| ----- | ----- | ----- | --------------- | --------------- |
| 1     | 8     | 8     | 17 апреля 2011  | 5 июня 2011     |
| 2     | 13    | 13    | 29 февраля 2012 | 25 мая 2012     |

### Сезон 1 (2011)
| № общий | № в сезоне | Название        | Режиссёр          | Автор сценария                   | Дата премьеры  | Зрители Канады (млн) |
| --- | ---------- | --------------- | ----------------- | -------------------------------- | -------------- | -------------------- |
| 1 | 1          | «Лори Гилберт»  | Кларк Джонсон     | Грег Споттисвуд                  | 17 апреля 2011 | н/д                  |
| Шеф Грейси говорит Джесс Кинг, что она теперь глава подразделения по особо важным преступлениям. Кинг должна оправдать оказанное доверие, быстро найдя пропавшую девочку.                                              |            |                 |                   |                                  |                |                      |
| 2 | 2          | «Ти-Бон»        | Кларк Джонсон     | Дэвид Барлоу                     | 24 апреля 2011 | 207 000              |
| Кинг хочет использовать в своих играх байкера, сидящего в тюрьме и готового работать на полицию, для расследования связанных с наркотиками убийств.                                                                    |            |                 |                   |                                  |                |                      |
| 3 | 3          | «Аманда Якобс»  | Джерри Циккоритти | Эмили Эндрюс и Алекс Левайн      | 1 мая 2011     | 129 000              |
| Когда глава отдела по сексуальным преступлениям говорит девушке, что она не была жертвой речного насильника, Кинг берёт дело себе, но подозревает, что маньяк может и не быть причастным к этому преступлению.         |            |                 |                   |                                  |                |                      |
| 4 | 4          | «Элени Демарис» | Холли Дейл        | Сара Б. Купер                    | 8 мая 2011     | 213 000              |
| Когда одна из детективов команды страдает во время вторжения в её дом, Кинг должна объединиться с детективами подразделения по расследованию ограблений, которые не хотят отдавать дело.                               |            |                 |                   |                                  |                |                      |
| 5 | 5          | «Фрах Эллиот»   | TW Peacocke       | Эмили Эндрюс                     | 15 мая 2011    | н/д                  |
| Кинг узнает, что серийный убийца, которого она не смогла засадить в тюрьму из-за недостаточности доказательств, вернулся в Торонто. На этот раз, она ставит свою карьеру на кон, чтобы арестовать его.                 |            |                 |                   |                                  |                |                      |
| 6 | 6          | «Ахмад Хан»     | Дон МакБрити      | Дженнифер Кеннеди и Дэвид Барлоу | 22 мая 2011    | 163 000              |
| Профессор-биохимик найден убитым, причём усложняет работу не только его религия и происхождение, но и его сексуальная ориентация.                                                                                      |            |                 |                   |                                  |                |                      |
| 7 | 7          | «Камерон Белл»  | Фил Ирншоу        | Алекс Левайн                     | 29 мая 2011    | 167 000              |
| В сеть попадает видео избиения напарником мужа Джесс Кинг информатора, из-за чего Джесс приходится расследовать обстоятельства убийства на катке                                                                       |            |                 |                   |                                  |                |                      |
| 8 | 8          | «Скаут Винтер»  | Джерри Циккоритти | Грег Споттисвуд                  | 5 июня 2011    | 137 000              |
| Избивают антирасисткого активиста, в ходе расследования оказывается, что главный подозреваемый Джесс — это глава скинхедов Торонто, который является федеральным агентом, работающим под прикрытием уже несколько лет. |            |                 |                   |                                  |                |                      |

### Сезон 2 (2012)
| № общий | № в сезоне | Название                  | Режиссёр          | Автор сценария                             | Дата премьеры   | Зрители Канады (млн) |
| --- | ---------- | ------------------------- | ----------------- | ------------------------------------------ | --------------- | -------------------- |
| 9 | 1          | «Алина Минкуте»           | Джерри Циккоритти | Адриана Мэггс                              | 29 февраля 2012 | 109 000              |
| Найдена утонувшей стриптизёрша-литовка, связанная с сыном бывшего главы полиция, который ушёл на пенсию из-за конфликта с Джесс. Кинг, находясь на первом месяце беременности, получает в команду двух новичков.                                  |            |                           |                   |                                            |                 |                      |
| 10 | 2          | «Джош Симпсон»            | Ли Роз            | Адам Пидл                                  | 7 марта 2012    | 94 000               |
| Кинг расследует нападение на офицера на нелегальной игре в покер. |            |                           |                   |                                            |                 |                      |
| 11 | 3          | «Джмила Каран»            | Джерри Циккоритти | Дэвид Барлоу                               | 14 марта 2012   | 64 000               |
| Похищена дочь ювелира. Из-за действий полиции передача девушки срывается и похитители требуют ещё больший выкуп. Группа Кинг пытается всё исправить, а сама она беспокоится о ребёнке.                                                            |            |                           |                   |                                            |                 |                      |
| 12 | 4          | «Шарлин Фрэнсис»          | Роберт Либерман   | Патрик Тарр                                | 21 марта 2012   | 54 000               |
| У бывшего мужа Джессики, угоняют автомобиль с ноутбуком, где есть файлы об офицере, работающем под прикрытием. |            |                           |                   |                                            |                 |                      |
| 13 | 5          | «Сунил Шарма»             | Дон МакБрити      | Брэд Симпсон                               | 28 марта 2012   | 140 000              |
| После того как ведущий офицер не может справиться с убийством индусской семьи, за дело берётся команда Кинг. |            |                           |                   |                                            |                 |                      |
| 14 | 6          | «Фредди Бойсе»            | Джерри Циккоритти | Джон Кризач                                | 4 апреля 2012   | 80 000               |
| Во время транспортировки пропадает сердце для трансплантации. Заболевает отец Джессики. |            |                           |                   |                                            |                 |                      |
| 15 | 7          | «Джареж и Стейси Купер»   | Джордж Михалка    | Грег Споттисвуд                            | 13 апреля 2012  | 49 000               |
| Команда расследует очевидное самоубийство летчика и его жены. Кинг берёт под своё крыло старуху, которая бросалась камнями по машине |            |                           |                   |                                            |                 |                      |
| 16 | 8          | «Изабелла Тумей»          | Дон МакБрити      | Марвин Брибнер и Адам Питтл                | 20 апреля 2012  | 79 000               |
| Шеф Грейси просит Джесс рассмотреть 15-летний «висяк», отвлекая её от подготовки ужина с семьёй в день Благодарения |            |                           |                   |                                            |                 |                      |
| 17 | 9          | «Крис Гаррис»             | Ли Роз            | Дэвид Барлоу                               | 27 апреля 2012  | 60 000               |
| Эванс обнаружил, что ложные показания могут быть даны в ходе расследования убийства брата. Кинг узнает, почему она вряди ли доносит ребёнка, пока она с Дэнни.                                                                                    |            |                           |                   |                                            |                 |                      |
| 18 | 10         | «Алисия Пратта»           | Джерри Циккоритти | Шарлотта Корбейл-Колеман и Грег Споттисвуд | 4 мая 2012      | 42 000               |
| Кинг и её команда расследуют случай сексуального насилия над дочерью женщины, сексуальное насилие над которой несколько лет назад было неправильно расследовано полицией Виннипега. Кинг и Дэнни начинают процесс усыновления.                    |            |                           |                   |                                            |                 |                      |
| 19 | 11         | «Джастис Кельвин Фолкнер» | Дон МакБрити      | Брэд Симпсон и Патрик Тарр                 | 11 мая 2012     | 58 000               |
| Король должн сдерживать скандал и копаться в грязном белье судьи Суда по семейным делам после того, как он был найден задушенным в неглиже. |            |                           |                   |                                            |                 |                      |
| 20 | 12         | «Аврора О'Доннел»         | Джерри Циккоритти | Раймонд Стори                              | 18 мая 2012     | 87 000               |
| Звоное Авроры О'Доннел на 911 приводит полицию к свалке трупов севернее города. Кинг и её команда должны найти серийного убийцу. |            |                           |                   |                                            |                 |                      |
| 21 | 13         | «Венди Стетлер»           | Дон МакБрити      | Грег Споттисвуд и Бернард Цукерман         | 25 мая 2012     | н/д                  |
| Скотт Спивак мертв, но Кинг убеждена, что его дядя несет ответственность за некоторые из убийств на Lake Road. Но у неё нет никаких доказательств этого, есть ещё один подозреваемый и потрясения в личной жизни, сможет ли она закрыть это дело? |            |                           |                   |                                            |                 |                      |

## Выход на DVD
6 марта 2012 года компания Entertainment One выпустила 1 сезон на DVD для продажи только в Канаде.

## Отзывы критики
Билл Бриукс (англ. Bill Brioux ) отмечает, что Детектив Кинг является одним из многих новых сериалов, премьера которых в апреле 2011 года сделала из апреля «новый сентябрь», традиционное время для премьеры новых сериалов в Северной Америке. «Весна на самом деле это новый обвал на специализированных каналах». В ходе просмотра первого эпизода Бриукс отметил, что где-то уже видел это, но Эми Прайс-Фрэнсис «имеет дерзость и блеск, который должен оживить драму, придав ей немного юмора тёмного тона». Кассандра Щкларски (англ. Cassandra Szklarski) отмечала, что в связи с «недавним взрывом в хогтаун сериалов», таких как Горячая точка, Копы-новобранцы и Читающий мысли, уникальное положение полицейского драмы в Торонто больше нет так уникально. Щкларски признает, что Детектив Кинг - это ещё один «городской детективный роман», но с повествованием с женской точки зрения. Эрик Волмерс (англ. Eric Volmers) из Calgary Herald отметил ошибочность характера Дерека Спирса, что является тем, «что обещает дать сериалу его дальнейшее драматическое напряжение». Билл Харрис из (англ. Bill Harris) Québecor Média назван сериал Детектив Кинг «не типичным полицейским процедуралом» из-за того, что личная жизнь детектива сержанта Кинга является важной частью сериала.